# Tianyulong
Tianyulong (лат.; можливі варіанти транскрипції — «Тяньюйлун» або «Тянюлонґ») — рід вимерлих птахотазових динозаврів з родини Heterodontosauridae, жили в юрському періоді (близько 158—145 мільйонів років тому) на території нинішньої Азії. Скам'янілості теропода були знайдені в провінції Ляонін, Китай. Вперше описаний палеонтологом Zheng і його колегами у 2009 році. Представлений одним видом — T. confuciusi.
Пересувався на двох ногах. Знайдений екземпляр, ймовірно, не є дорослою особиною: він завдовжки сягає всього 71 сантиметр. Останки тяньюйлуна зберегли три пучки скам'янілого пір'я завдовжки приблизно 3,8 см (у районі хвоста — 5 см).
За думку китайських науковців, тварини були покриті жорстким волосоподібним пухом. У зв'язку з цим співробітники Китайської Академії наук і Китайської Академії геологічних наук припускають, що пір'я почало утворюватися у динозаврів раніше, ніж прийнято вважати[джерело?]. Дослідники припускають, що вже перші динозаври мали пір'я і деякі види його потім втратили. Інші науковці не підтримують цю гіпотезу[джерело?].